# Хеллбой
Хеллбой (англ. Hellboy ← hell «ад» + boy «мальчик», то есть «адский мальчик; чертёнок»), настоящее имя Анунг Ун Рама (англ. Anung Un Rama «и на челе установлен венец пламени», «коронован пламенем») — вымышленный персонаж, супергерой, появляющийся в комиксах издательства Dark Horse Comics, созданный Майком Миньолой. Персонаж впервые появился в комиксе San Diego Comic-Con Comics #2 (август 1993 года) и с тех пор появлялся во многих мини-сериях, одиночных выпусках и кроссоверах.
В 2004 году вышел фильм «Хеллбой: Герой из пекла», а в 2008 году его продолжение — «Хеллбой 2: Золотая армия». В обоих фильмах роль Хеллбоя исполнил Рон Перлман. В 2019 году вышел фильм-перезапуск «Хеллбой», который провалился в прокате и у критиков; роль Хеллбоя в нём исполнил Дэвид Харбор. В 2024 году вышел второй перезапуск «Хеллбой: Проклятие Горбуна», который был принят заметно теплее; роль Хеллбоя сыграл Джек Кеси, а над фильмом о герое впервые удалось активно поработать создателю персонажа, Майку Миньоле. 
До 2008 года вышло два полнометражных мультфильма «Хеллбой: Меч штормов» и «Хеллбой: Кровь и металл» и видеоигра Hellboy: The Science of Evil. В них Хэллбоя озвучил Рон Перлман. В Hellboy: Web of Wyrd, вышедшей в 2023 году, роль исполнил Лэнс Реддик.

## Биография
Хеллбой — это сверхъестественное существо из ада. Его настоящее имя — Анунг Ун Рама, сын герцога ада Азазеля и ведьмы Сары Хьюз, которая по крови была потомком короля Артура. Аззаэль забрал тело Сары в ад, когда она умирала, и сжег её. Так родился Хеллбой. Аззаэль отрезал правую руку своего сына и заменил её Правой рукой судьбы, рукой, которая может управлять Драконом и разрушать мир. Однако этот поступок был раскрыт владыкой ада, и Аззаэлю пришлось спрятать своего сына.
Он появился в этом мире в Шотландии 23 декабря 1944 года в результате мистического ритуала, проводимого Григорием Распутиным по заказу оккультистов Третьего рейха («Проект „Рагнарёк“»), способного вызвать потусторонние силы и изменить соотношение сил во Второй мировой войне.
Американцы, наблюдавшие за ритуалом нацистов и прервавшие его, впоследствии обнаружили этого чертёнка и забрали его с собой.
Воспитанный в Америке на военной базе, Хеллбой поступил на службу в секретное Бюро паранормальных исследований и обороны, созданное для защиты страны от различных мистических и потусторонних существ и сил.
В определённый момент времени, Хэллбою пришлось сразиться с могущественной ведьмой Вивьен Нимуэ. Для победы над ней герой использовал Экскалибур, легендарный меч Артура, который Хэллбой смог вытащить из камня, так как по крови являлся прямым потомком этого легендарного короля.

### Внешний вид
Внешний вид Хеллбоя схож с традиционными представлениями о демонах — у него красная кожа, большие загнутые рога, копыта вместо ног и длинный голый хвост. Хорошо развитая мускулатура сильного человека, чёрная бородка и бакенбарды. В истинном облике над его головой сияет огненная корона — как символ Короля демонов, этому соответствует и перевод его имени «и на челе установлен венец пламени». Хеллбой специально спиливает и шлифует рога циркулярной пилой, так как они сильно мешают его работе, при этом являются чем-то вроде держателей короны (без них она просто исчезает). Также отличительной особенностью является каменная правая рука, которая не чувствует боли и не восприимчива к огню. Как утверждает автор, вдохновение он черпал в творчестве Квентина Массейса, в частности, прямым прототипом внешности Хеллбоя можно считать холст «Уродливая герцогиня».

### Силы и способности
Как демон, Хеллбой обладает способностями, выходящими далеко за пределы человеческих возможностей. Его сила и выносливость не имеет равных среди смертных. Его также трудно ранить, но даже в этом случае его исцеляющая способность быстро излечит раны. Также является неуязвимым к огню.
Его сверхъестественные силы включают и некромантию, то есть способность оживлять и разговаривать с умершими, что помогает ему добывать нужную информацию.
Воспитание на военной базе и работа в Бюро паранормальных исследований и обороны дали Хеллбою возможность в совершенстве овладеть обращением с различным огнестрельным и холодным оружием, и получить обширные знания о потусторонних и паранормальных силах.
По праву крови может занять место другого Короля (Король ведьм, Король уродцев, Король троллей и т. д.) Эмоционален и чувствителен. Вспыльчив, как любой демон. Любит курить большие сигары, они его успокаивают, (кроме того, они ему еще очень идут, и добавляют шарма к брутальной внешности, и как он сам видимо считает, сигары делают его больше похожим на обычного человека) и вообще любит запах любых продуктов горения, и запах серы при зажигании спичек, поэтому предпочтение чаще отдает спичкам, а не зажигалке. Запах серы напоминает ему о детстве и месте, где он родился.

#### Правая рука Судьбы
Правая рука Хеллбоя, названная «Правой Рукой Рока», состоит из большого предплечья и кисти и, похоже, сделана из красного камня. Рука практически неуязвима и не чувствует боли, а бьет словно кувалда. Конечно, будучи гораздо большей по размеру, чем рука обычного человека, Правая Рука Рока не очень подходит для манипулирования большинством предметов, поэтому Хеллбой доверяет использовать оружие и прочие устройства своей обычной по размеру левой руке.
Как выяснилось в графическом романе Странные Места (Strange Places), Правая Рука Рока когда-то была правой рукой могущественных призраков, которые присматривали за развитием Земли. Руку призрак использовал, чтобы создать дракона Огдру Джахад (Ogdru Jahad). Этой рукой он сдерживал дракона. Но собратья призраки восстали против него за деяния, которые он совершил и жестоко расправились с ним, сохранив при этом его правую руку, которая хранилась и оберегалась многими расами на протяжении всей истории, включая первую расу человека.
Как рука, создавшая и удерживающая Огдру Джахад, это и ключ, который «Правит и приказывает»; другими словами, это катализатор, который ускорит Армагеддон. В комиксах никогда не упоминалось как именно Правая Рука Рока выполняет эти задачи; только говорилось, что кто-то или что-то собирается воспользоваться ей с согласием Хеллбоя или без него.
Совершенно ясно, что нет необходимости в том, чтобы рука вообще была присоединена к Хеллбою, даже будучи самой по себе, она будет выполнять свои цели. Хотя, были намеки, что если Хеллбой умрет с рукой в его теле, она станет бесполезной. Таким образом, он пришёл к выводу, что единственный путь, чтобы не допустить попадания её в плохие руки — это оставить её и оберегать.

### Хеллбой в России
По сюжету комиксов и фильмов, Хеллбой часто бывает в России. В комиксах регулярно упоминаются Москва, Рыбинск и другие российские города.
Среди главных героев вселенной Хеллбоя — Распутин, Баба Яга, Кощей Бессмертный, Пётр I и другие персонажи русской истории и фольклора.
Среди выдуманных русских персонажей — девочка Варвара, глава советской «Службы специальных наук», играющая значительную роль как в сюжетных арках серий о Хеллбое, так и в серии «Б.Р.П.Д.»
В первой экранизации кульминация фильма локализуется в Москве, в третьей экранизации Хеллбой гостит в Избушке на курьих ножках.

## История публикации

### Комиксы
Hellboy Chronology (1993-2016)
| № п/п | Дата выхода | Комикс |
| ----- | ----------- | --- |
| 1     | 03.1994     | Hellboy: Seed of Destruction (1994) #1                                                                        |
| 2     | 04.1994     | Hellboy: Seed of Destruction (1994) #2                                                                        |
| 3     | 05.1994     | Hellboy: Seed of Destruction (1994) #3                                                                        |
| 4     | 06.1994     | Hellboy: Seed of Destruction (1994) #4                                                                        |
| 5     | 06.1996     | Hellboy: Wake the Devil (1996) #1                                                                             |
| 6     | 07.1996     | Hellboy: Wake the Devil (1996) #2                                                                             |
| 7     | 08.1996     | Hellboy: Wake the Devil (1996) #3                                                                             |
| 8     | 09.1996     | Hellboy: Wake the Devil (1996) #4                                                                             |
| 9     | 10.1996     | Hellboy: Wake the Devil (1996) #5                                                                             |
| 10    | 11.1998     | Hellboy: The Chained Coffin and Others (1998) #1                                                              |
| 11    | 04.2000     | Hellboy: The Right Hand of Doom (2000) #1                                                                     |
| 12    | 05.2001     | Hellboy: Conqueror Worm (2001) #1                                                                             |
| 13    | 06.2001     | Hellboy: Conqueror Worm (2001) #2                                                                             |
| 14    | 07.2001     | Hellboy: Conqueror Worm (2001) #3                                                                             |
| 15    | 08.2001     | Hellboy: Conqueror Worm (2001) #4                                                                             |
| 16    | 07.2002     | Hellboy: The Third Wish (2002) #1                                                                             |
| 17    | 08.2002     | Hellboy: The Third Wish (2002) #2                                                                             |
| 18    | 06.2005     | Hellboy: The Island (2005) #1                                                                                 |
| 19    | 07.2005     | Hellboy: The Island (2005) #2                                                                                 |
| 20    | 02.2006     | Hellboy: Makoma, or, a Tale Told by a Mummy in the New York City Explorers’ Club on August 16, 1993 (2006) #1 |
| 21    | 03.2006     | Hellboy: Makoma, or, a Tale Told by a Mummy in the New York City Explorers’ Club on August 16, 1993 (2006) #2 |
| 22    | 10.2007     | Hellboy: The Troll Witch and Others (2007) #1                                                                 |
| 23    | 04.2007     | Hellboy: Darkness Calls (2007) #1                                                                             |
| 24    | 05.2007     | Hellboy: Darkness Calls (2007) #2                                                                             |
| 25    | 06.2007     | Hellboy: Darkness Calls (2007) #3                                                                             |
| 26    | 07.2007     | Hellboy: Darkness Calls (2007) #4                                                                             |
| 27    | 08.2007     | Hellboy: Darkness Calls (2007) #5                                                                             |
| 28    | 11.2007     | Hellboy: Darkness Calls (2007) #6                                                                             |
| 29    | 07.2008     | Hellboy: The Crooked Man (2008) #1                                                                            |
| 30    | 08.2008     | Hellboy: The Crooked Man (2008) #2                                                                            |
| 31    | 09.2008     | Hellboy: The Crooked Man (2008) #3                                                                            |
| 32    | 10.2008     | Hellboy: In the Chapel of Moloch (2008) #1                                                                    |
| 33    | 12.2008     | Hellboy: The Wild Hunt (2008) #1                                                                              |
| 34    | 01.2009     | Hellboy: The Wild Hunt (2008) #2                                                                              |
| 35    | 02.2009     | Hellboy: The Wild Hunt (2008) #3                                                                              |
| 36    | 03.2009     | Hellboy: The Wild Hunt (2008) #4                                                                              |
| 37    | 08.2009     | Hellboy: The Wild Hunt (2008) #5                                                                              |
| 38    | 09.2009     | Hellboy: The Wild Hunt (2008) #6                                                                              |
| 39    | 10.2009     | Hellboy: The Wild Hunt (2008) #7                                                                              |
| 40    | 11.2009     | Hellboy: The Wild Hunt (2008) #8                                                                              |
| 41    | 12.2009     | Hellboy: The Bride of Hell (2009) #1                                                                          |
| 42    | 05.2010     | Hellboy in Mexico (2010) #1                                                                                   |
| 43    | 07.2010     | Hellboy: The Storm (2010) #1                                                                                  |
| 44    | 08.2010     | Hellboy: The Storm (2010) #2                                                                                  |
| 45    | 09.2010     | Hellboy: The Storm (2010) #3                                                                                  |
| 46    | 11.2010     | Hellboy: Double Feature of Evil (2010) #1                                                                     |
| 47    | 12.2010     | Hellboy: The Sleeping and the Dead (2010) #1                                                                  |
| 48    | 02.2011     | Hellboy: The Sleeping and the Dead (2010) #2                                                                  |
| 49    | 04.2011     | Hellboy: Buster Oakley Gets His Wish (2011) #1                                                                |
| 50    | 05.2011     | Hellboy: Being Human (2011) #1                                                                                |
| 51    | 11.2011     | Hellboy: House of the Living Dead (2011) #1                                                                   |
| 52    | 06.2011     | Hellboy: The Fury (2011) #1                                                                                   |
| 53    | 07.2011     | Hellboy: The Fury (2011) #2                                                                                   |
| 54    | 08.2011     | Hellboy: The Fury (2011) #3                                                                                   |
| 55    | 12.2012     | Hellboy In Hell (2012) #1                                                                                     |
| 56    | 01.2013     | Hellboy in Hell (2012) #2                                                                                     |
| 57    | 02.2013     | Hellboy in Hell (2012) #3                                                                                     |
| 58    | 03.2013     | Hellboy in Hell (2012) #4                                                                                     |
| 59    | 12.2013     | Hellboy in Hell (2012) #5                                                                                     |
| 60    | 05.2014     | Hellboy in Hell (2012) #6                                                                                     |
| 61    | 08.2015     | Hellboy in Hell (2012) #7                                                                                     |
| 62    | 09.2015     | Hellboy in Hell (2012) #8                                                                                     |
| 63    | 05.2016     | Hellboy in Hell (2012) #9                                                                                     |
| 64    | 06.2016     | Hellboy in Hell (2012) #10                                                                                    |

Hellboy and the B.P.R.D. Chronology (2014-2019)
| № п/п | Дата выхода | Комикс                                                                              |
| ----- | ----------- | ----------------------------------------------------------------------------------- |
| 1     | 08.2015     | Hellboy and the B.P.R.D. 1952 (2015) #1                                             |
| 2     | 10.2015     | Hellboy And The B.P.R.D.: 1953--The Phantom Hand & The Kelpie (2015) #1             |
| 3     | 11.2015     | Hellboy And The B.P.R.D.: 1953--The Witch Tree & Rawhead And Bloody Bones (2015) #1 |
| 4     | 02.2016     | Hellboy and the B.P.R.D.: 1953 - Beyond the Fences (2016) #1                        |
| 5     | 03.2016     | Hellboy and the B.P.R.D.: 1953 - Beyond the Fences (2016) #2                        |
| 6     | 04.2016     | Hellboy and the B.P.R.D.: 1953 - Beyond the Fences (2016) #3                        |
| 7     | 09.2016     | Hellboy and the B.P.R.D.: 1954 -- Black Sun (2016) #1                               |
| 8     | 10.2016     | Hellboy and the B.P.R.D.: 1954 -- Black Sun (2016) #2                               |
| 9     | 11.2016     | Hellboy and the B.P.R.D.: 1954--The Unreasoning Beast (2016) #1                     |
| 10    | 03.2017     | Hellboy and the B.P.R.D.: 1954--Ghost Moon (2017) #1                                |
| 11    | 04.2017     | Hellboy and the B.P.R.D.: 1954--Ghost Moon (2017) #2                                |
| 12    | 08.2017     | Hellboy and the B.P.R.D.: 1955-- Secret Nature (2017) #1                            |
| 13    | 09.2017     | Hellboy and the B.P.R.D.: 1955--Occult Intelligence (2017) #1                       |
| 14    | 10.2017     | Hellboy and the B.P.R.D.: 1955--Occult Intelligence (2017) #2                       |
| 15    | 11.2017     | Hellboy and the B.P.R.D.: 1955--Occult Intelligence (2017) #3                       |
| 16    | 02.2018     | Hellboy and the B.P.R.D.: 1955--Burning Season (2018) #1                            |
| 17    | 11.2018     | Hellboy and the B.P.R.D. 1956 (2018) #1                                             |
| 18    | 12.2018     | Hellboy and the B.P.R.D. 1956 (2018) #2                                             |
| 19    | 01.2019     | Hellboy and the B.P.R.D. 1956 (2018) #3                                             |
| 20    | 02.2019     | Hellboy and the B.P.R.D. 1956 (2018) #4                                             |
| 21    | 03.2019     | Hellboy and the B.P.R.D. 1956 (2018) #5                                             |

## Вне комиксов

### Фильмы

#### Хеллбой: Герой из пекла
Первая экранизация данной серии комиксов была снята в 2004 году. Режиссёр — Гильермо Дель Торо. Роль Хеллбоя исполнил американский актёр Рон Перлман. Сюжет фильма основан на одноимённом комиксе, автором которого является Майк Миньола. В качестве основной сюжетной линии взят один из комиксов этой серии под названием «Хеллбой: Семя разрушения». Кое-какие детали были позаимствованы из комиксов «Хеллбой: Правая рука Судьбы» и «Хеллбой: Короб со злом».

#### Хеллбой II: Золотая армия
Сиквел был снят в 2008 году режиссёром Гильермо Дель Торо, как продолжение экранизации комикса «Хеллбой: Герой из пекла» 2004 года. Сценаристы фильма «Хеллбой 2: Золотая армия» — Гильермо дель Торо и Майк Миньола. Фильм снят на студии Universal Pictures и вышел в свет 11 июля 2008 года. Премьера в России состоялась 17 июля 2008 года.

#### Хеллбой
В апреле 2019 года состоялась премьера перезапуска о Хеллбое с рейтингом R, созданного без участия Дель Торо. Режиссёром фильма выступил Нил Маршалл, а в заглавной роли сыграл Дэвид Харбор, чья игра стала одним из немногих моментов фильма, похваленных критиками.
Изначально, фильм имел подзаголовок «Восстание кровавой королевы», но 8 августа 2017 года Lionsgate подтвердил, что название фильма всё же будет просто «Хеллбой».

### Анимационные фильмы
Два анимационных фильма, «Меч штормов» и «Кровь и металл», хронометражем 75 минут были показаны 8 октября 2006 на телеканале Cartoon Network, затем выпущены на DVD. Обе истории имеют гораздо больше общего с комиксами, чем кинофильмы, к примеру, отношения между Хеллбоем и Лиз просто дружеские. Также графика и цветовая палитра более близка к оригинальной комикс-версии. DVD «Меч штормов» был выпущен 6 февраля.

### Романы
Кристофер Голден был автором нескольких романов о Хеллбое, первые два из которых, «The Lost Army» и «The Bones of Giants» («Потерянная армия» и «Кости гигантов»), являются частью официального канона вселенной Хеллбоя.
- «Hellboy: The Lost Army» (автор Кристофер Голден, обложка и другие иллюстрации Майк Миньола, 1997)
- «Hellboy: The Bones of Giants» (автор Кристофер Голден, обложка и другие иллюстрации Майк Миньола, 2001)
- «Hellboy: On Earth As It Is In Hell» (автор Брайн Ходж, обложка Майк Миньола, сентябрь 2005)
- «Hellboy: Unnatural Selection» (автор Тим Леббон, обложка Майк Миньола, март 2006)
- «Hellboy: The God Machine» (автор Thomas E. Sniegoski, обложка Майк Миньола, июль 2006)
- «Hellboy: The Dragon Pool» (автор Кристофер Голден, обложка Майк Миньола, март 2007)
- «Hellboy: Emerald Hell» (автор Tom Piccirilli, обложка Майк Миньола, февраль 2008)
- «Hellboy: The All-Seeing Eye» (автор Марк Моррис, обложка Майк Миньола, октябрь 2008)
- «Hellboy: The Fire Wolves» (автор Тим Леббон, обложка Майк Миньола, апрель 2009)
- «Hellboy: The Ice Wolves» (автор Марк Чадборн, обложка Дункан Феджеро, сентябрь 2009)
- «Hellboy: Odd Jobs» (редактор Кристофер Голден, авторы Стивен Р. Биссетт, Greg Rucka, Нэнси А. Коллинз и Поппи Брайт, с введением Майка Миньола. 1 декабря 1999)
- «Hellboy: Odder Jobs» (редактор Кристофер Голден, авторы Фрэнк Дарабонт, Гильермо дель Торо, Чарльз де Линт, Грэм Джойс, Шарин Мак-Крамб, Cambias Джеймс и Ричард Дин Старр, октябрь 2004))
- «Hellboy: Oddest Jobs» (редактор Кристофер Голден, авторы include Joe R. Lansdale, China Miéville, Barbara Hambly, Ken Bruen, Amber Benson and Tad Williams, July 2008)

### Видеоигры
- «Hellboy: Dogs of the Night[англ.]» 2000, Windows (На PS выходила под названием «Hellboy: Asylum Seeker»);
- «Hellboy: The Science of Evil[англ.]» 2008, PlayStation 3, Xbox 360 и PlayStation Portable;
- «Hellboy II: The Golden Army — Tooth Fairy Terror» (Игра для iPhone).
- «Шаблон:Iw:Hellboy: Web of Wyrd», 2023, PlayStation 4, Xbox Series, Nintendo Switch и Windows. Приключенческий экшен в сел-шейдинг стилистике, с сюжетом и генерирующимися уровнями.

В играх Injustice 2 и Brawlhalla Хеллбой является играбельным персонажем;

### Ролевые игры
Hellboy Sourcebook and Role Playing Game (август 2002)
Hellboy Roleplaying Game от Mantic Games (2023)

### Настольные игры
Hellboy: The Board Game (2019) (локализована в России компанией Crowd Games)
Расширения к Hellboy: The Board Game:
- Hellboy: The Board Game – The Conqueror Worm (2019)     К Хеллбою присоединяются Лобстер Джонсон и Роджер, когда они сталкиваются с Червем-Завоевателем.
- Hellboy: The Board Game – Box Full of Evil (2019)     Персонажи, карты и футляры для сюжетных линий «Хеллбой в Мексике» и «Зов тьмы».
  - Hellboy: The Board Game – Hellboy In Mexico (2020)     Это расширение добавляет в вашу игру новых захватывающих врагов и агентов!
  - Hellboy: The Board Game – Darkness Calls (2019)     Это расширение добавляет в вашу игру новых захватывающих врагов и приключения!
- Hellboy: The Board Game – The Wild Hunt (2019)     Персонажи, карты и кейсы для сюжетной линии «Дикая охота».
- Hellboy: The Board Game – BPRD Archives (2020)     Позволяет создавать свои собственные интересные файлы дел.
- Hellboy: The Board Game – Big Box Of Doom (2022)     Все новые расширения «Хеллбой: настольная игра» 2021 года!
  - Hellboy: The Board Game – End of Days (2023)     Четыре новых агента B.P.R.D.
  - Hellboy: The Board Game – The Storm and The Fury (2023)     Пришло время завершить сагу о Хеллбое выпуском The Storm and The Fury.
  - Hellboy: The Board Game – Pandemonium (2023)     В Пандемониуме появились совершенно новые боссы, которые попытаются положить конец миру.
  - Hellboy: The Board Game – Hell on Earth (2023)      После ухода Хеллбоя B.P.R.D. сталкивается с целым рядом ужасающих новых миньонов.
- Hellboy: The Board Game – Nimue The Blood Queen (2019)     Мини-расширение Нимуе
- Hellboy: The Board Game – Krampus (2019)     Крампус ограниченного выпуска — это новая ужасающая угроза, которую можно добавить в ваши приключения!
- Hellboy: The Board Game – Baba Yaga Monster Booster (2019)     Мини-расширение Баба-Яга
- Hellboy: The Board Game – Hecate Monster Booster (2019)     Мини-расширение Геката
- Hellboy: The Board Game – Counter Upgrade Set (2019)     В этот набор входят миниатюры декораций, адского пламени и объёмные фишки, чтобы улучшить игру.
- Hellboy: The Board Game – Holiday Hellboy (2019)     Мини-расширение
- Hellboy: The Board Game – Giant Robot Hellboy (2020)     Управляйте огромным роботом.
- Hellboy: The Board Game – Drinking With Skeletons (2022)     «Не связывайтесь со мной, леди. Я пил со скелетами».
- Hellboy: The Board Game – Unexpected Plot Twist (2022)     Создатель «Хеллбоя» переписывает сюжет.
- Hellboy: The Board Game – The Lobster (2023)     Мини-расширение ограниченного выпуска Лобстер из комиксов.
- Hellboy: The Board Game – Professor Bruttenholm And Young Hellboy (2024)     Мини-расширение ограниченного выпуска

Hellboy: The Dice Game (2023) (входит в состав Hellboy: The Board Game – Big Box Of Doom)

### В массовой культуре
- В фильме «Догма» Кевина Смита один из героев носит футболку с Хеллбоем.
- Хеллбой появляется во время галлюцинаций в комиксе Фрэнка Миллера «Город Грехов: ад и обратно».
- Хеллбой и Карл Рупрехт Кронен появлялись в заставке одной из серий Симпсонов.

## Критика и отзывы
- В мае 2011 года Хэллбой занял 25 место в списке 100 лучших героев комиксов по версии IGN[6].